# Liste des titres musicaux numéro un en Autriche en 2009
Cette page liste les titres numéro un dans les meilleures ventes de disques en Autriche pour l'année 2009.

## Classement des singles
| №  | Date         | Artiste                         | Titre                                 |
| -- | ------------ | ------------------------------- | ------------------------------------- |
| 1  | 2 janvier    | Katy Perry                      | Hot n Cold                            |
| 2  | 9 janvier    | Katy Perry                      | Hot n Cold                            |
| 3  | 16 janvier   | Katy Perry                      | Hot n Cold                            |
| 4  | 23 janvier   | Katy Perry                      | Hot n Cold                            |
| 5  | 30 janvier   | Leona Lewis                     | Run                                   |
| 6  | 6 février    | Leona Lewis                     | Run                                   |
| 7  | 13 février   | Leona Lewis                     | Run                                   |
| 8  | 20 février   | Oliver (de)                     | Blown Away                            |
| 9  | 27 février   | Mando Diao                      | Dance with Somebody                   |
| 10 | 6 mars       | Lady Gaga                       | Poker Face                            |
| 11 | 13 mars      | Lady Gaga                       | Poker Face                            |
| 12 | 20 mars      | Lady Gaga                       | Poker Face                            |
| 13 | 27 mars      | Lady Gaga                       | Poker Face                            |
| 14 | 3 avril      | Lady Gaga                       | Poker Face                            |
| 15 | 10 avril     | Lady Gaga                       | Poker Face                            |
| 16 | 17 avril     | Lady Gaga                       | Poker Face                            |
| 17 | 24 avril     | Lady Gaga                       | Poker Face                            |
| 18 | 1er mai      | Lady Gaga                       | Poker Face                            |
| 19 | 8 mai        | Lady Gaga                       | Poker Face                            |
| 20 | 15 mai       | Lady Gaga                       | Poker Face                            |
| 21 | 22 mai       | Lady Gaga                       | Poker Face                            |
| 22 | 29 mai       | Daniel Schuhmacher              | Anything but Love                     |
| 23 | 5 juin       | Laura Pausini feat. James Blunt | Primavera in anticipo (It Is My Song) |
| 24 | 12 juin      | Laura Pausini feat. James Blunt | Primavera in anticipo (It Is My Song) |
| 25 | 19 juin      | Laura Pausini feat. James Blunt | Primavera in anticipo (It Is My Song) |
| 26 | 26 juin      | Laura Pausini feat. James Blunt | Primavera in anticipo (It Is My Song) |
| 27 | 3 juillet    | Emilíana Torrini                | Jungle Drum                           |
| 28 | 10 juillet   | Emilíana Torrini                | Jungle Drum                           |
| 29 | 17 juillet   | Emilíana Torrini                | Jungle Drum                           |
| 30 | 24 juillet   | Emilíana Torrini                | Jungle Drum                           |
| 31 | 31 juillet   | Emilíana Torrini                | Jungle Drum                           |
| 32 | 7 août       | Emilíana Torrini                | Jungle Drum                           |
| 33 | 14 août      | Emilíana Torrini                | Jungle Drum                           |
| 34 | 21 août      | The Black Eyed Peas             | I Gotta Feeling                       |
| 35 | 28 août      | Marit Larsen                    | If a Song Could Get Me You            |
| 36 | 4 septembre  | The Black Eyed Peas             | I Gotta Feeling                       |
| 37 | 11 septembre | Marit Larsen                    | If a Song Could Get Me You            |
| 38 | 18 septembre | Marit Larsen                    | If a Song Could Get Me You            |
| 39 | 25 septembre | Marit Larsen                    | If a Song Could Get Me You            |
| 40 | 2 octobre    | David Guetta feat. Akon         | Sexy Bitch                            |
| 41 | 9 octobre    | David Guetta feat. Akon         | Sexy Bitch                            |
| 42 | 16 octobre   | David Guetta feat. Akon         | Sexy Bitch                            |
| 43 | 23 octobre   | Robbie Williams                 | Bodies                                |
| 44 | 30 octobre   | Robbie Williams                 | Bodies                                |
| 45 | 6 novembre   | Robbie Williams                 | Bodies                                |
| 46 | 13 novembre  | Robbie Williams                 | Bodies                                |
| 47 | 20 novembre  | Robbie Williams                 | Bodies                                |
| 48 | 27 novembre  | Lady Gaga                       | Bad Romance                           |
| 49 | 4 décembre   | Lady Gaga                       | Bad Romance                           |
| 50 | 11 décembre  | Lady Gaga                       | Bad Romance                           |
| 51 | 18 décembre  | Lady Gaga                       | Bad Romance                           |
| 52 | 25 décembre  | Lady Gaga                       | Bad Romance                           |

## Classement des albums
| №  | Date         | Artiste                                                        | Titre                            |
| -- | ------------ | -------------------------------------------------------------- | -------------------------------- |
| 1  | 2 janvier    | Michael Hirte                                                  | Der Mann mit der Mundharmonika   |
| 2  | 9 janvier    | Michael Hirte                                                  | Der Mann mit der Mundharmonika   |
| 3  | 16 janvier   | DJ Ötzi                                                        | Hotel Engel                      |
| 4  | 23 janvier   | Orchestre philharmonique de Vienne Direction: Daniel Barenboim | Neujahrskonzert 2009             |
| 5  | 30 janvier   | Orchestre philharmonique de Vienne Direction: Daniel Barenboim | Neujahrskonzert 2009             |
| 6  | 6 février    | Bruce Springsteen                                              | Working on a Dream               |
| 7  | 13 février   | Bruce Springsteen                                              | Working on a Dream               |
| 8  | 20 février   | Bruce Springsteen                                              | Working on a Dream               |
| 9  | 27 février   | Mando Diao                                                     | Give Me Fire                     |
| 10 | 6 mars       | Peter Fox                                                      | Stadtaffe                        |
| 11 | 13 mars      | U2                                                             | No Line on the Horizon           |
| 12 | 20 mars      | U2                                                             | No Line on the Horizon           |
| 13 | 27 mars      | Lady Gaga                                                      | The Fame                         |
| 14 | 3 avril      | Silbermond                                                     | Nichts passiert                  |
| 15 | 10 avril     | Silbermond                                                     | Nichts passiert                  |
| 16 | 17 avril     | Andrea Berg                                                    | Zwischen Himmel & Erde           |
| 17 | 24 avril     | Christina Stürmer                                              | In dieser Stadt                  |
| 18 | 1er mai      | Depeche Mode                                                   | Sounds of the Universe           |
| 19 | 8 mai        | Bob Dylan                                                      | Together Through Life            |
| 20 | 15 mai       | Michael Hirte                                                  | Der Mann mit der Mundharmonika 2 |
| 21 | 22 mai       | Michael Hirte                                                  | Der Mann mit der Mundharmonika 2 |
| 22 | 29 mai       | Green Day                                                      | 21st Century Breakdown           |
| 23 | 5 juin       | Green Day                                                      | 21st Century Breakdown           |
| 24 | 12 juin      | Green Day                                                      | 21st Century Breakdown           |
| 25 | 19 juin      | Placebo                                                        | Battle for the Sun               |
| 26 | 26 juin      | Bande originale                                                | Hannah Montana: The Movie        |
| 27 | 3 juillet    | Daniel Schuhmacher                                             | The Album                        |
| 28 | 10 juillet   | Michael Jackson                                                | King of Pop                      |
| 29 | 17 juillet   | Michael Jackson                                                | King of Pop                      |
| 30 | 24 juillet   | Michael Jackson                                                | King of Pop                      |
| 31 | 31 juillet   | Michael Jackson                                                | King of Pop                      |
| 32 | 7 août       | Michael Jackson                                                | King of Pop                      |
| 33 | 14 août      | Michael Jackson                                                | King of Pop                      |
| 34 | 21 août      | Michael Jackson                                                | King of Pop                      |
| 35 | 28 août      | Michael Jackson                                                | King of Pop                      |
| 36 | 4 septembre  | Michael Jackson                                                | King of Pop                      |
| 37 | 11 septembre | Semino Rossi                                                   | Die Liebe bleibt                 |
| 38 | 18 septembre | Semino Rossi                                                   | Die Liebe bleibt                 |
| 39 | 25 septembre | Muse                                                           | The Resistance                   |
| 40 | 2 octobre    | Semino Rossi                                                   | Die Liebe bleibt                 |
| 41 | 9 octobre    | Udo Jürgens                                                    | Best Of                          |
| 42 | 16 octobre   | Udo Jürgens                                                    | Best Of                          |
| 43 | 23 octobre   | Helene Fischer                                                 | So wie ich bin                   |
| 44 | 30 octobre   | Rammstein                                                      | Liebe ist für alle da            |
| 45 | 6 novembre   | Rammstein                                                      | Liebe ist für alle da            |
| 46 | 13 novembre  | Kiddy Contest Kids                                             | Kiddy Contest Vol. 15            |
| 47 | 20 novembre  | Robbie Williams                                                | Reality Killed the Video Star    |
| 48 | 27 novembre  | Robbie Williams                                                | Reality Killed the Video Star    |
| 49 | 4 décembre   | Kiddy Contest Kids                                             | Kiddy Contest Vol. 15            |
| 50 | 11 décembre  | Kiddy Contest Kids                                             | Kiddy Contest Vol. 15            |
| 51 | 18 décembre  | Falco                                                          | The Spirit Never Dies            |
| 52 | 25 décembre  | Falco                                                          | The Spirit Never Dies            |

## Hit-Parade
| Singles | Alben |
| --- | --- |
| 1. Lady Gaga - Poker Face 2. Emilíana Torrini - Jungle Drum 3. The Black Eyed Peas - I Gotta Feeling 4. David Guetta feat. Akon - Sexy Bitch 5. Katy Perry - Hot N Cold 6. Marit Larsen - If a Song Could Get Me You 7. Flo Rida feat. Kesha - Right Round 8. Milow - Ayo Technology 9. Laura Pausini feat. James Blunt - Primavera in anticipo (It Is My Song) 10. Silbermond - Irgendwas bleibt | 1. Michael Jackson - King of Pop 2. Lady Gaga - The Fame 3. Peter Fox - Stadtaffe 4. P!nk - Funhouse 5. Herbert Grönemeyer - Was muss muss - Best of 6. Michael Hirte - Der Mann mit der Mundharmonika 7. AC/DC - Black Ice 8. Green Day - 21st Century Breakdown 9. Rammstein - Liebe ist für alle da 10. Kiddy Contest - Kiddy Contest Vol. 14 |